# Paint the Night
Paint the Night est une parade nocturne présentée à Hong Kong Disneyland et Disneyland,. La version de Hong Kong a été créée le 11 septembre 2014, et la version de Disneyland a fait ses débuts le 22 mai 2015, dans le cadre de la célébration du 60e anniversaire du parc. La parade se veut être un successeur de la Main Street Electrical Parade qui été présentée dans de nombreux parcs Disney depuis 1972.
En juillet 2017 a été officiellement annoncé lors de la D23 Expo que la parade Paint the Night de Disneyland serait déplacé à Disney California Adventure en 2018,. Elle fus arrêté de nouveau en novembre 2018.

## Hong Kong Disneyland
Disney Paint the Night (chinois : 迪士尼光影匯) a été présenté à Hong Kong Disneyland le 1er octobre 2014. C'est la première fois qu'une parade Disney est créée entièrement en DEL. Composée de 7 unités originaux, on compte plus de 740 000 lumières individuelles.
La version de la parde d'Hong Kong utilise une nouvelle version réarrangée du thème de la Main Street Electrical Parade "Baroque Hoedown" avec un arrangement cantonais du titre "When Can I See You Again?" de Owl City, utilisé dans le film Les Mondes de Ralph.
Dans la version originale de la parade de Hong Kong, il y avait une interaction dans laquelle les artistes pouvaient voir leur costumes changer de couleur sous l'action de pinceaux lumineux (Mickey Mouse Paintbrushes) vendus aux spectateurs. Ces arrêts utilisaient une chanson originale en cantonais et en anglais appelée "Paint the Night". Cette interaction a été arrêtée en novembre 2015. 

### Composition de la parade
- La fée Clochette et ses amis
- Monsters, Inc. Dance Party
- Cars Electric Roadway Jam
- The Little Mermaid Electric Watercolours
- Belle's Candlelight Dreams
- Toy Story Electric Rodeo
- Mickey & Friends Lightastic Finale

## Disneyland
La Paint the Night Parade (ou Paint the Night Electrical Parade) débute le 22 mai 2015, à l'occasion de la célébration du 60e anniversaire du parc (Diamond Celebration),,. Cette version de la parade utilise plus de 1.5 million de lumières LED,, des effets spéciaux et compte 76 artistes. La version californienne est inspirée de la Main Street Electrical Parade. Comme pour la version de Hong Kong, le thème musical s'inspire des arrangements de Jean-Jacques Perrey et Gershon Kingsley pour "Baroque Hoedown" et de "When Can I See You Again?" de Owl City. Cette version, uniquement en anglais inclus de nouvelles paroles. Après la Diamond Celebration, la parade est stoppée puis reviens pendant la saison hivernale 2016 avant de laisser place en janvier 2017 au retour de la Main Street Electrical Parade,

### Composition de la parade
- Peter Pan et le tambour (avec Peter Pan, Rosetta, Silvermist, Iridessa, et fée Clochette) Musique : "When Can I See You Again?" / "You Can Fly! You Can Fly! You Can Fly!"
- Monsters, Inc. Dance Party (avec Sully et Mike) Musique : "If I Didn't Have You" / "The Scare Floor"
- Cars Electric Roadway Jam (avec Flash McQueen, Mack et DJ) Musique : "Life is a Highway" / "Route 66"
- The Little Mermaid Electric Watercolors (avec Ariel, Sébastien, Polochon, le Roi Triton, Marin et Nemo) Musique : "Under the Sea" / "Part of Your World"
- Toy Story Electric Rodeo (avec Jessie, Zigzag, Woody, Buzz l'Éclair et les aliens) Musique : "You've Got a Friend in Me" / "We Belong Together"
- Candlelight Dreams (avec Belle, Raiponce et Cendrillon) Musique : "Beauty and the Beast" / "I See the Light" / "A Dream Is a Wish Your Heart Makes"
- Frozen Fractals (avec Anna, Elsa et Olaf) Musique : "For the First Time in Forever" / "Let it Go" / "Do You Want to Build a Snowman?" / "In Summer"
- Mickey's Lightastic Finale (avec Dingo, Donald Duck, Minnie Mouse et Mickey Mouse) Musique : "Zip-a-Dee-Doo-Dah" / "Mickey Mouse Alma Mater" / "When You Wish upon a Star"

### Galerie

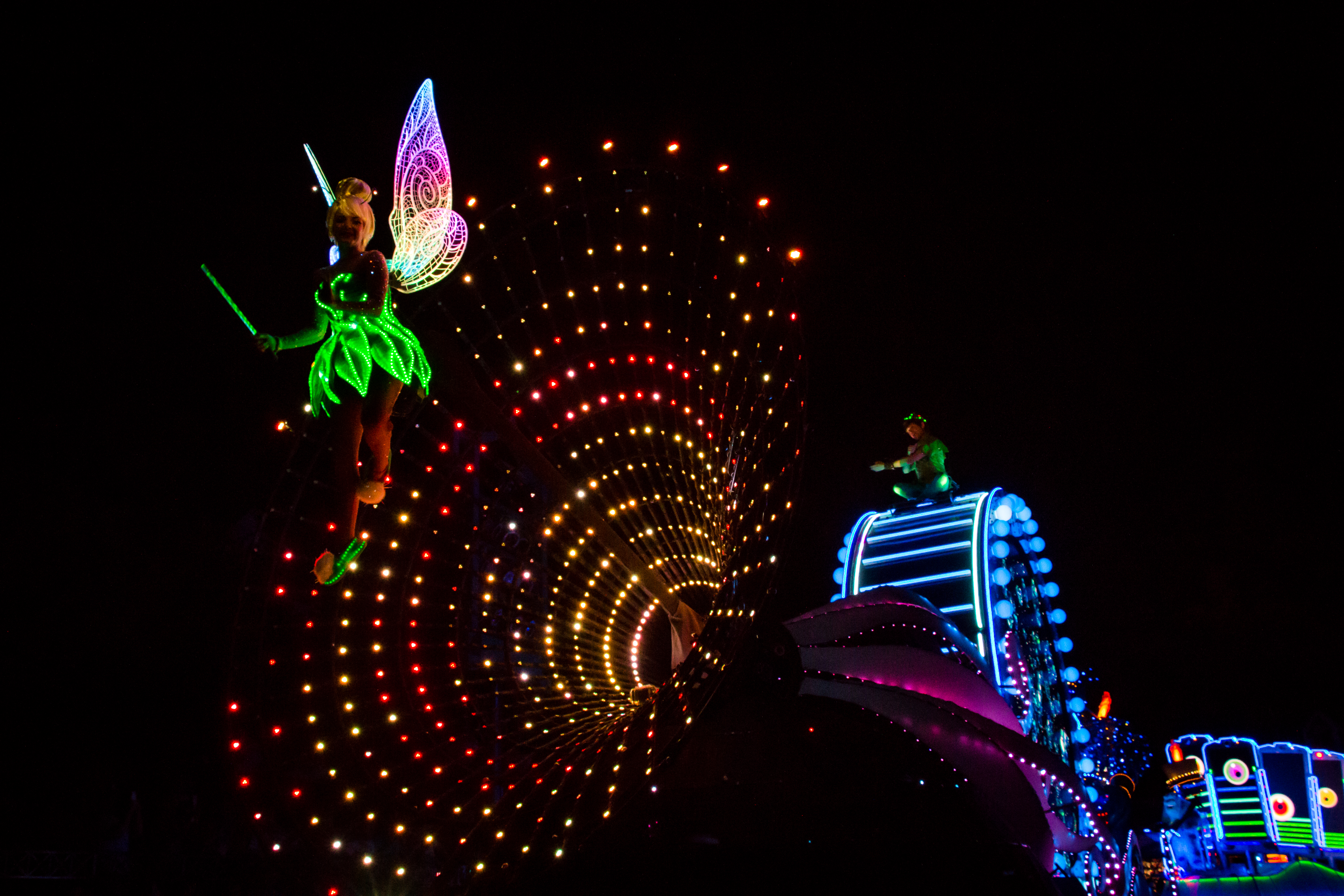
(Unité d'ouverture) Char d'ouverture avec clochette et Peter Pan
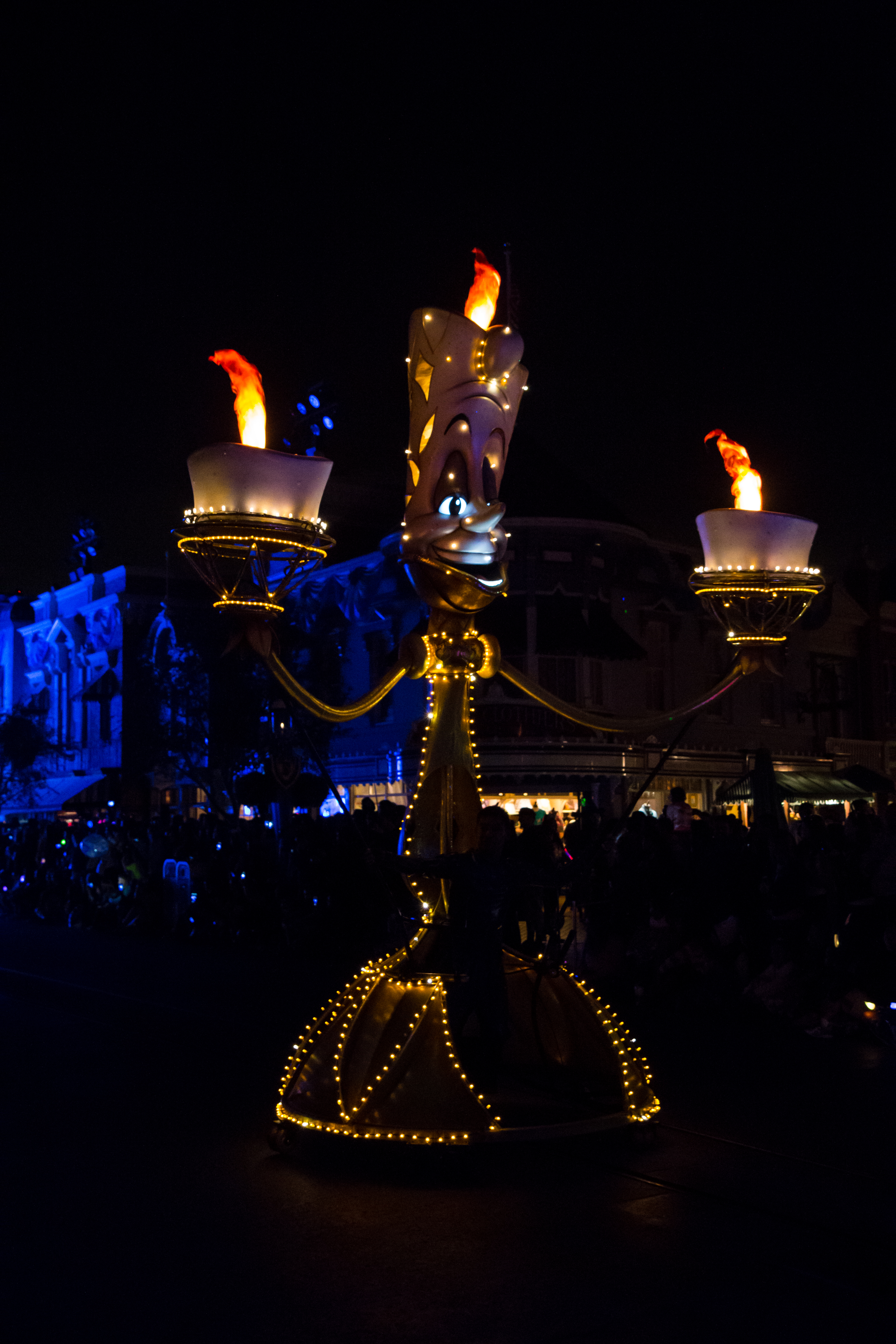
(Unité d'ouverture) Lumière
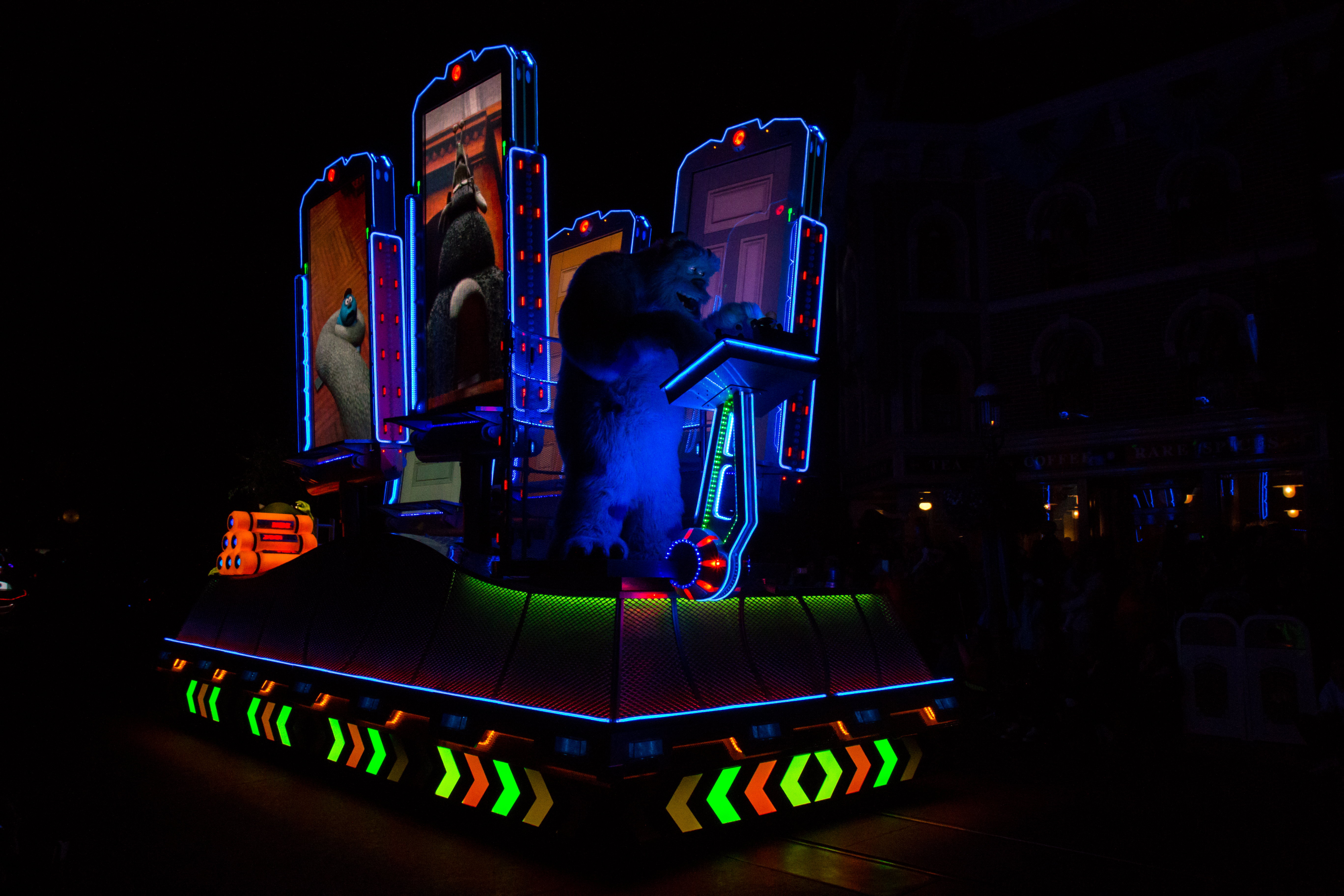
(Monstre et compagnie/Academy) Jacques
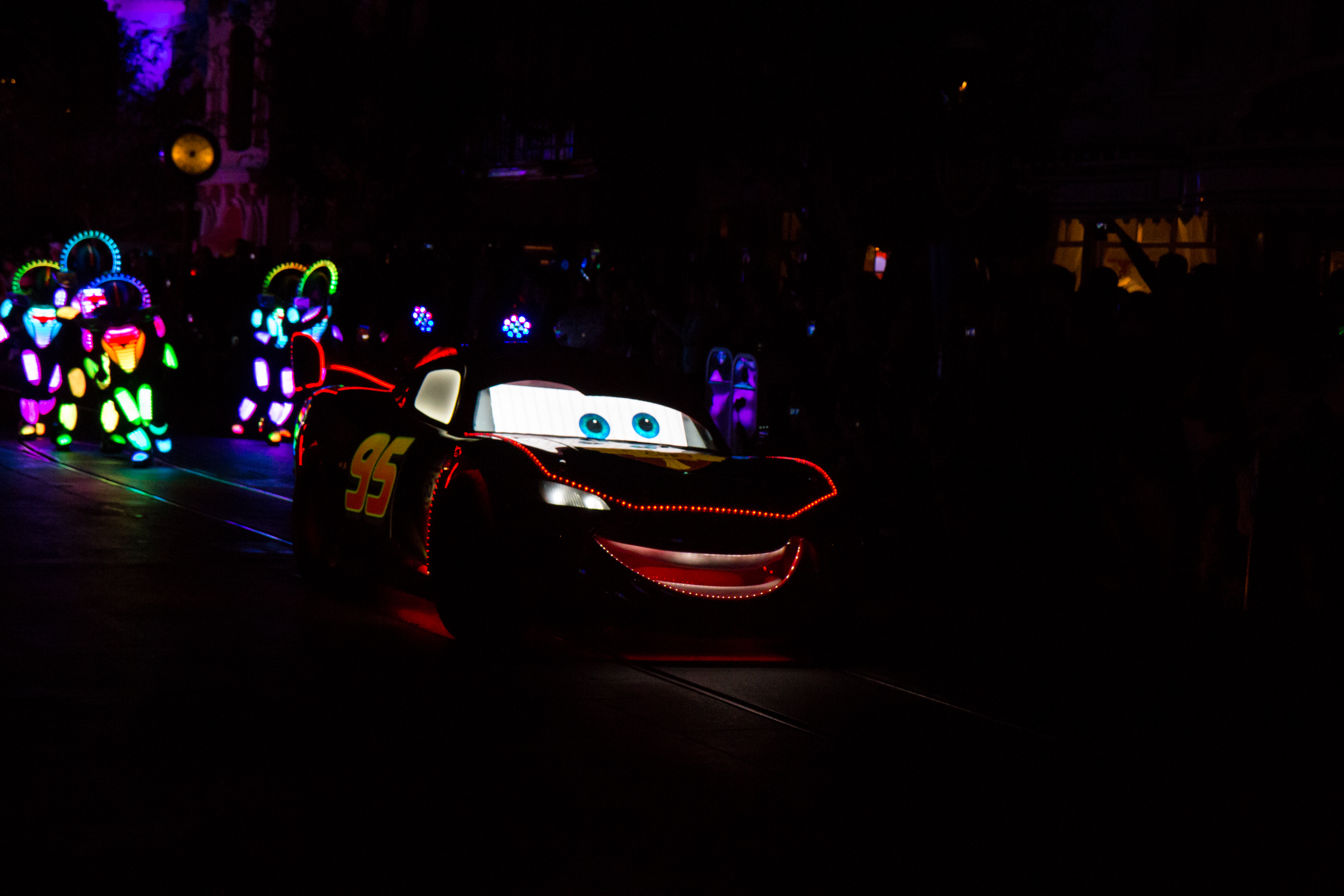
(CARS) Flash McQueen
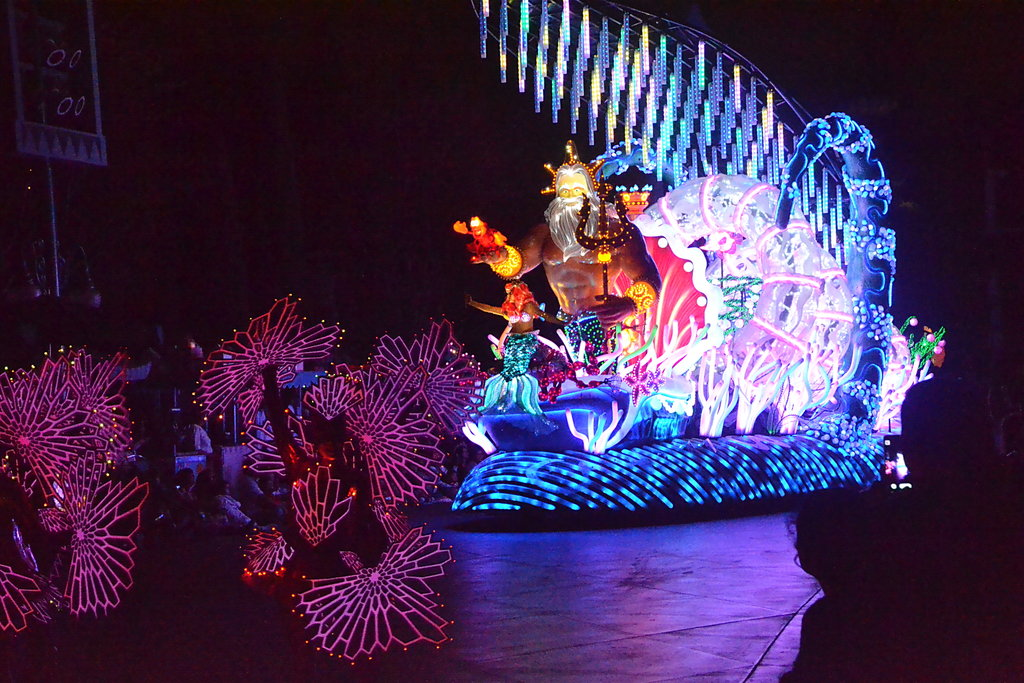
(La petite Sirène) Ariel et le Roi Triton
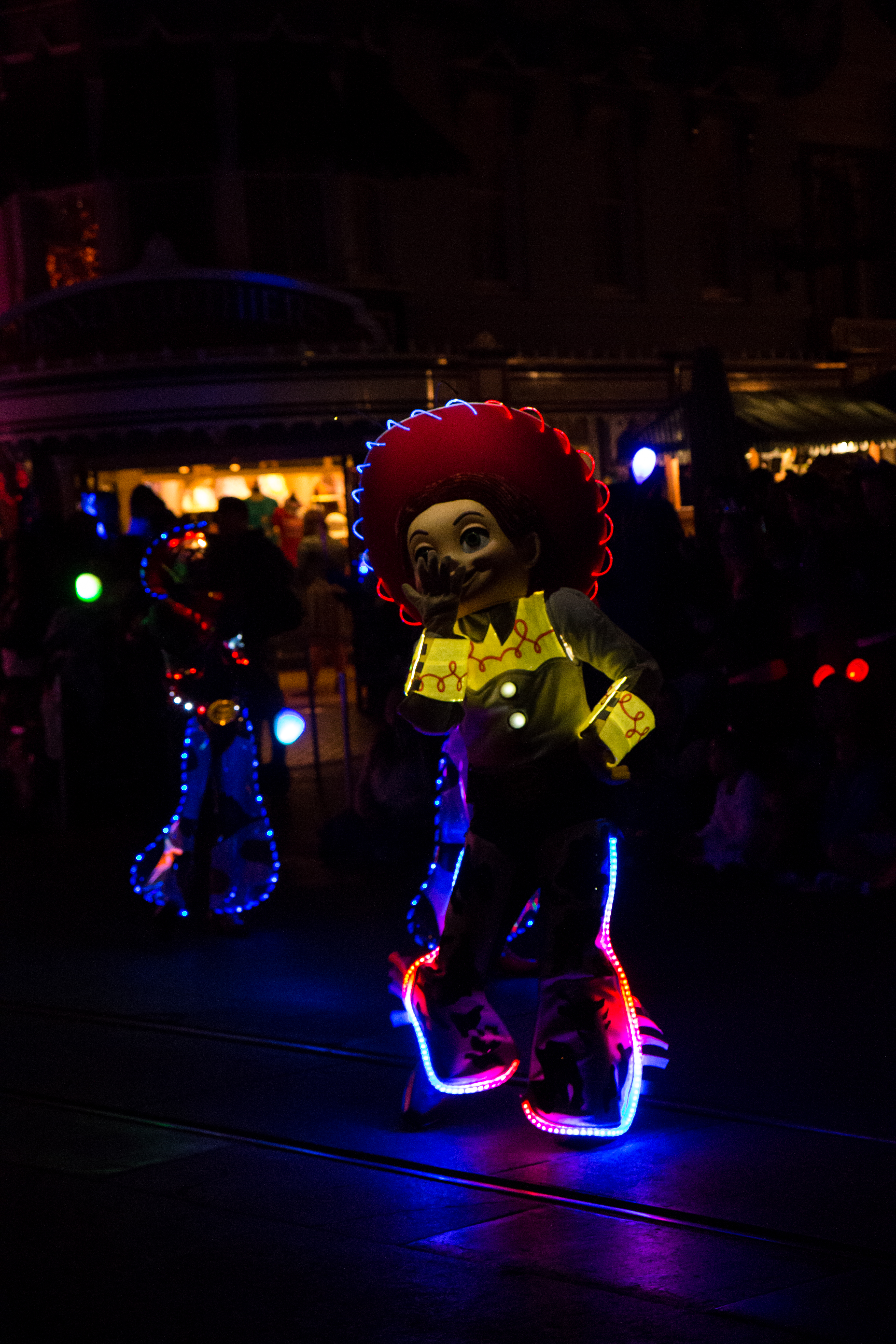
(Toy Story) Jessie
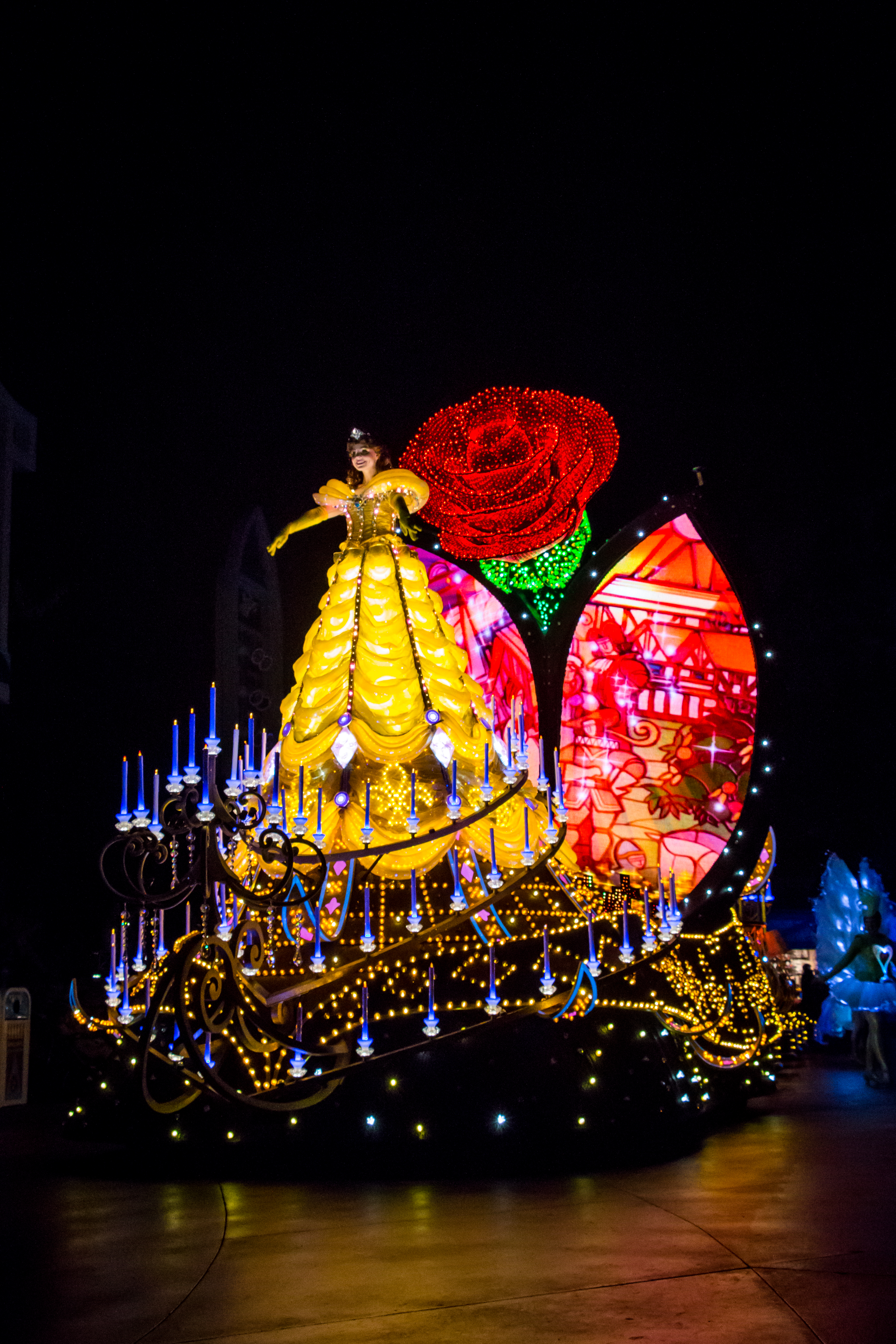
(Unité princesses) Candlelight Dreams
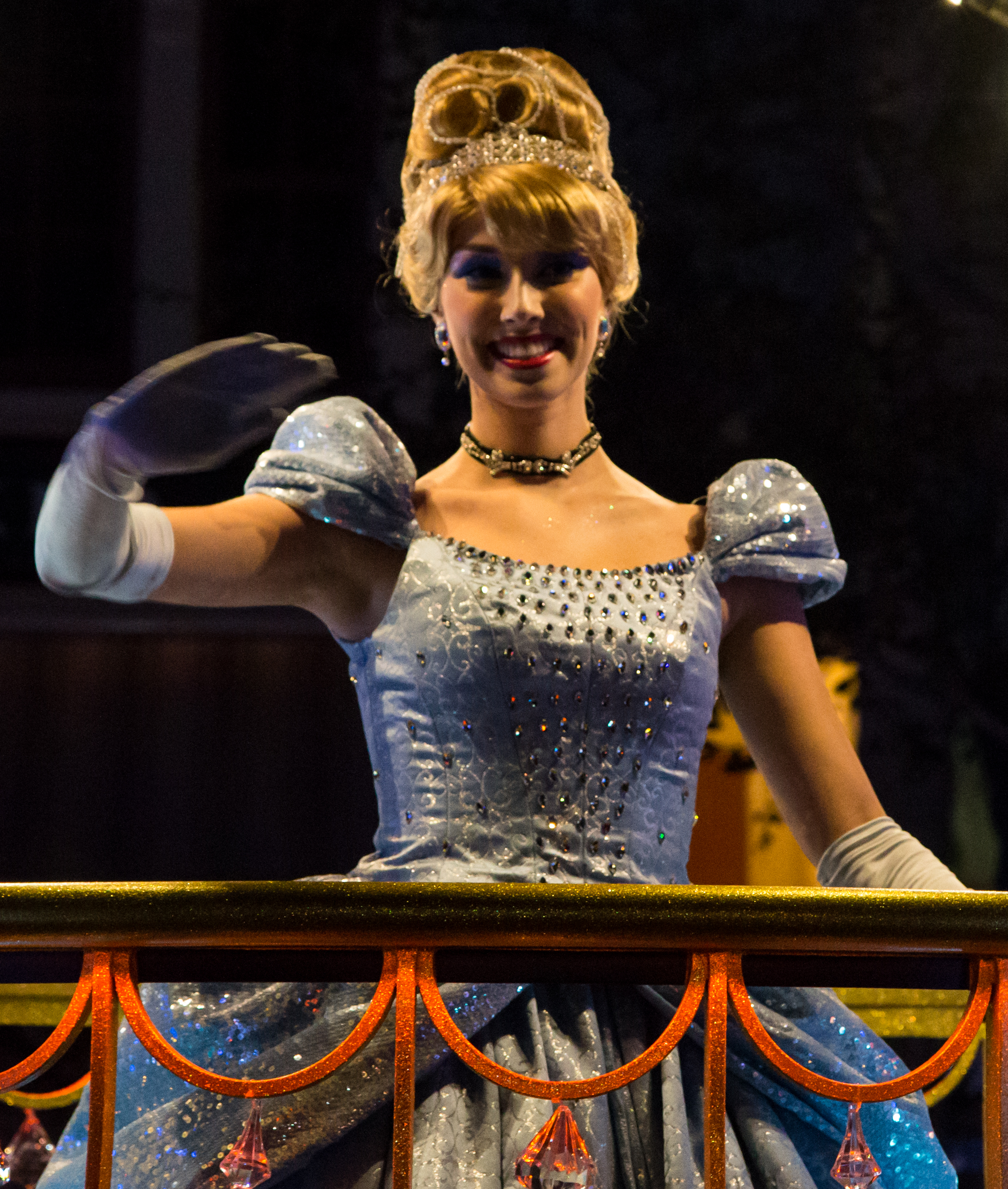
(Unité princesse) Cendrillon

## Disney California Adventure
La parade de Disneyland a été transférée dans le parc voisin Disney California Adventure et a débuté le 13 avril 2018, à l'occasion de la Pixar Fest. Un nouveau char inspiré de l'univers des Indestructibles y a été ajouté.
L'événement a pris fin le 7 novembre 2018.